# EGS-zs8-1
EGS-zs8-1 là một thiên hà phá vỡ Lyman có độ dịch chuyển cao được tìm thấy ở phía bắc chòm sao Boötes. Vào tháng 5 năm 2015, EGS-zs8-1 có độ dịch chuyển quang phổ cao nhất trong số các thiên hà đã biết, có nghĩa là EGS-zs8-1 là thiên hà xa nhất và lâu đời nhất được quan sát thấy. Vào tháng 7 năm 2015, EGS-zs8-1 đã bị vượt qua bởi EGSY8p7 (EGSY-2008532660) 

## Miêu tả
Độ dịch chuyển đỏ của EGS-zs8-1 được đo ở z = 7,73, tương ứng với khoảng cách di chuyển ánh sáng cách Trái đất khoảng 13,04 tỷ năm ánh sáng và tuổi đời là 13,04 tỷ năm. Thiên hà cho thấy tốc độ hình thành sao cao, do đó, nó giải phóng bức xạ cực đại của nó ở phần cực tím của phổ điện từ, gần 121.567 nm (1.215.670 Å)     Đường phát xạ Lyman-alpha do bức xạ cực mạnh từ các ngôi sao xanh mới hình thành, do đó nó được phân loại là thiên hà phá vỡ Lyman; các thiên hà vỡ sao đỏ cao phát ra đường phát xạ Lyman-alpha. Do hiệu ứng dịch chuyển đỏ vũ trụ gây ra bởi sự giãn nở của không gian theo hệ mét, ánh sáng cực đại từ thiên hà đã bị dịch chuyển đỏ và đã chuyển sang phần hồng ngoại của phổ điện từ. Thiên hà có khoảng cách đồng chuyển động (khoảng cách di chuyển ánh sáng nhân với hằng số Hubble, gây ra bởi sự giãn nở không gian theo hệ mét) cách Trái đất khoảng 30 tỷ năm ánh sáng.
EGS-zs8-1 được sinh ra sau 670 triệu năm sau Vụ nổ lớn, trong thời kỳ tái tạo và nó có kích thước bằng 15% dải Ngân hà. Thiên hà được phát hiện lớn hơn các thiên hà láng giềng khác trong thời kỳ đó khi vũ trụ vẫn còn rất trẻ. Khối lượng của nó tại thời điểm ánh sáng được phát ra được ước tính bằng khoảng 15% khối lượng hiện tại của Dải Ngân hà. Thiên hà được làm ngôi sao mới ở khoảng 80 lần so với tỷ lệ của Milky Way hiện tại, hoặc tương đương gấp 800 M☉ giá trị vật liệu chuyển sang sao mỗi năm. Ánh sáng tới Trái đất được tạo ra bởi các ngôi sao trong EGS-zs8-1 có tuổi thọ 100 triệu đến 300 triệu năm tại thời điểm chúng phát ra ánh sáng. Độ tuổi của những nơi EGS-zs8-1 nó trong giai đoạn i on hóa lại của sự cấu tạo, một thời gian khi hydro bên ngoài thiên hà đã được chuyển từ một trung lập trạng thái ion hóa. Theo các nhà khám phá của thiên hà, EGS-zs8-1 và các thiên hà ban đầu khác có khả năng là nguyên nhân của sự tái hợp.

## Khám phá
Vào năm 2013, nhà thiên văn học Yale Pascal Oesch đã phát hiện ra một vật thể sáng bất ngờ trong khi nhìn vào hình ảnh của Kính viễn vọng Không gian Hubble. Sau đó, ông xác nhận sự tồn tại của vật thể bằng Kính viễn vọng Không gian Spitzer. Tính toán dịch chuyển đỏ, sử dụng thiết bị đo quang phổ đa vật thể cho thám hiểm hồng ngoại (MOSFIRE) tại Đài thiên văn WM Keck ở Hawaii, sau đó được thực hiện để xác định chính xác tuổi của thiên hà. Oesch và các đồng nghiệp của ông tại Yale và Đại học California, Santa Cruz đã công bố phát hiện này, được đặt tên là EGS-zs8-1, vào tháng 5 năm 2015 đã vượt qua kỷ lục trước đó về thiên hà lâu đời nhất khoảng 30 triệu năm.